# Asbestopluma
Asbestopluma is een geslacht van sponsdieren uit de klasse van de Demospongiae (gewone sponzen).
De wetenschappelijke naam van het geslacht werd voor het eerst geldig gepubliceerd door Émile Topsent in 1901. Hij beschreef Asbestopluma als een nieuw ondergeslacht van Cladorhiza. De aanleiding hiervan was de vondst van een nieuwe soort spons door de Belgische Antarctische expeditie van 1897-1899 onder leiding van Adrien de Gerlache. Topsent, die de sponzen bestudeerde die de expeditie had verzameld, noemde ze Cladorhiza (Asbestopluma) belgicae naar het expeditieschip Belgica. Deze spons was op twee plaatsen op Antarctica gevonden, op een diepte van 450 tot 570 meter. De naam Asbestopluma was al eerder, in 1882 en 1887, gebruikt door respectievelijk Alfred Merle Norman en G.C.J. Vosmaer voor een geslacht incertae sedis (de beschrijving of plaats in de taxonomie was niet bekend).

## Soorten
- Asbestopluma (Asbestopluma) agglutinans Vacelet, 2006
- Asbestopluma (Asbestopluma) anisoplacochela Kelly & Vacelet, 2011
- Asbestopluma (Asbestopluma) belgicae (Topsent, 1901)
- Asbestopluma (Asbestopluma) biserialis (Ridley & Dendy, 1886)
- Asbestopluma (Asbestopluma) bitrichela Lopes, Bravo & Hajdu, 2011
- Asbestopluma (Asbestopluma) desmophora Kelly & Vacelet, 2011
- Asbestopluma (Asbestopluma) flabellum Koltun, 1970
- Asbestopluma (Asbestopluma) furcata Lundbeck, 1905
- Asbestopluma (Asbestopluma) gracilior (Schmidt, 1870)
- Asbestopluma (Asbestopluma) inexpectata Lopes & Hajdu, 2014
- Asbestopluma (Asbestopluma) magnifica Lopes, Bravo & Hajdu, 2011
- Asbestopluma (Asbestopluma) monticola Lundsten, Reiswig & Austin, 2014
- Asbestopluma (Asbestopluma) obae Koltun, 1964
- Asbestopluma (Asbestopluma) pennatula (Schmidt, 1875)
- Asbestopluma (Asbestopluma) quadriserialis Tendal, 1973
- Asbestopluma (Asbestopluma) ramosa Koltun, 1958
- Asbestopluma (Asbestopluma) rickettsi Lundsten, Reiswig & Austin, 2014
- Asbestopluma (Asbestopluma) voyager Lopes & Hajdu, 2014
- Asbestopluma (Asbestopluma) wolffi Lévi, 1964
- Asbestopluma (Helophloeina) delicata Lopes, Bravo & Hajdu, 2011
- Asbestopluma (Helophloeina) formosa Vacelet, 2006
- Asbestopluma (Helophloeina) stylivarians (Topsent, 1929)